# نالووتشانی
نالووتشانی (به چکی: Naloučany) یک منطقهٔ مسکونی در جمهوری چک است که در منطقه تربیچ واقع شده‌است.
 نالووتشانی ۵٫۴۱ کیلومتر مربع مساحت و ۱۷۴ نفر جمعیت دارد و ۳۶۸ متر بالاتر از سطح دریا واقع شده‌است.